# Paratripyloides longicauda
Paratripyloides longicauda är en rundmaskart som beskrevs av Stekhoven 1950. Paratripyloides longicauda ingår i släktet Paratripyloides och familjen Tripyloididae. Inga underarter finns listade i Catalogue of Life.